# Ленарт-при-Горнєм Граду
Ленарт-при-Горнєм Граду (словен. Lenart pri Gornjem Gradu) — поселення в общині Горній Град, Савинський регіон, Словенія. Висота над рівнем моря: 509,1 м. 